# Gestern Abend war Vetter Michel da

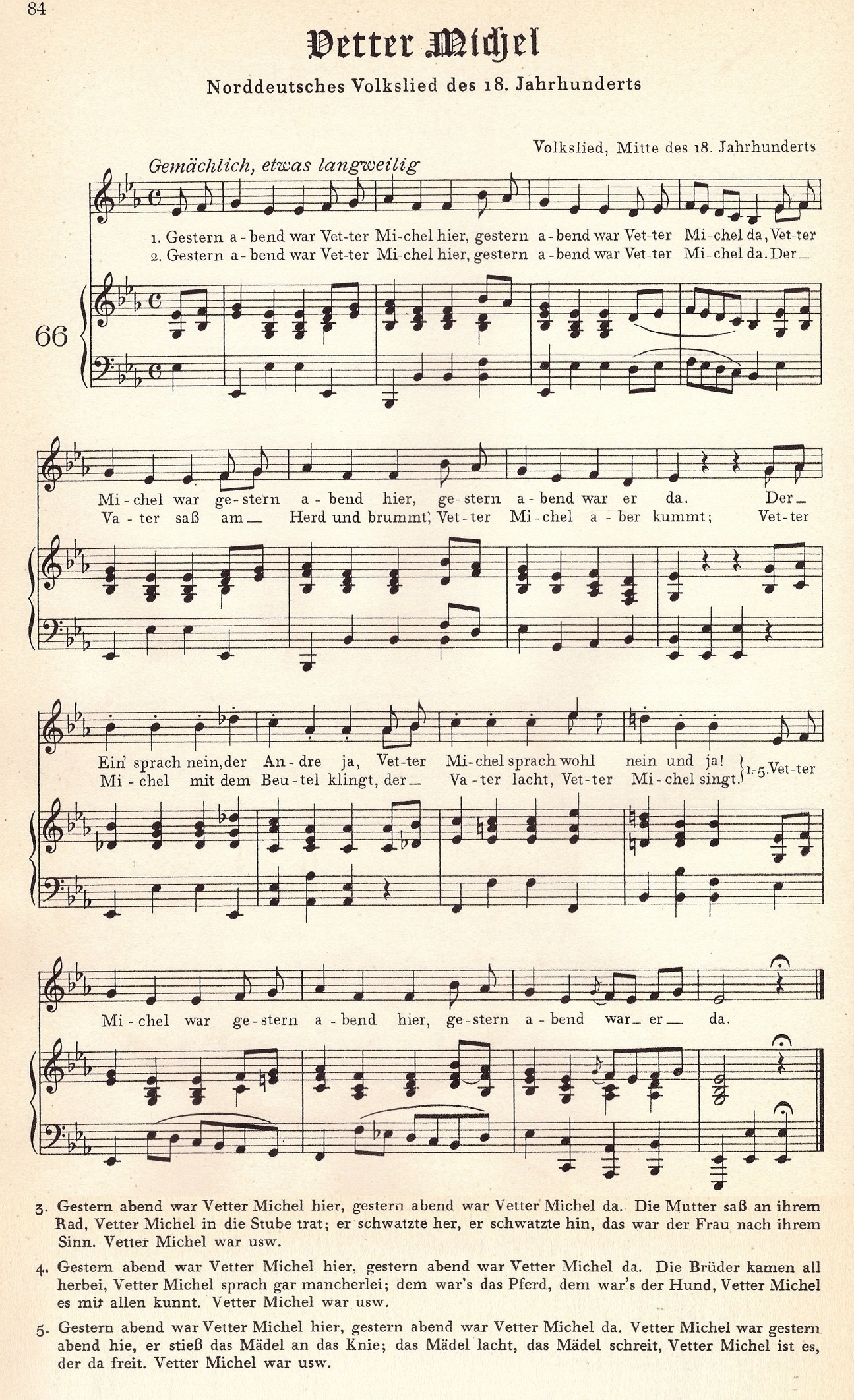
Vetter Michel in der Bearbeitung von Max Friedlaender

Gestern Abend war Vetter Michel da ist der titelgebende zweite Vers eines deutschen Volksliedes, das um die Mitte des 18. Jahrhunderts entstanden ist. 
Die charakteristische Melodie bringt mehrmalige Wiederholungen desselben Motivs von unterschiedlichen Tonstufen aus. Daher wird Vetter Michel auch synonym für Schusterfleck oder Rosalie gebraucht.

## Text
Gestern abend war Vetter Michel hier, 

gestern abend war Vetter Michel da,

    Vetter Michel war gestern abend hier, 

    gestern abend war er da. 

    Der Ein’ sprach nein, der Andre ja, 

    Vetter Michel sprach wohl nein und ja! 

Vetter Michel war gestern abend hier, 

gestern abend war er da. 

Gestern abend war Vetter Michel hier, 

gestern abend war Vetter Michel da. 

    Der Vater saß am Herd und brummt’, 

    Vetter Michel aber kummt; 

    Vetter Michel mit dem Beutel klingt, 

    der Vater lacht, Vetter Michel singt. 

Vetter Michel war gestern abend hier, 

gestern abend war er da. 

Gestern abend war Vetter Michel hier, 

gestern abend war Vetter Michel da. 

    Die Mutter saß an ihrem Rad, 

    Vetter Michel in die Stube trat; 

    er schwatzte her, er schwatzte hin, 

    das war der Frau nach ihrem Sinn. 

Vetter Michel war gestern abend hier, 

gestern abend war er da. 

Gestern abend war Vetter Michel hier, 

gestern abend war Vetter Michel da. 

    Die Brüder kamen all herbei, 

    Vetter Michel sprach gar mancherlei; 

    dem war’s das Pferd, dem war’s der Hund, 

    Vetter Michel es mit allen kunnt. 

Vetter Michel war gestern abend hier, 

gestern abend war er da. 

Gestern abend war Vetter Michel hier, 

gestern abend war Vetter Michel da. 

    Vetter Michel war gestern abend hie, 

    er stieß das Mädel an das Knie;

    das Mädel lacht, das Mädel schreit, 

    Vetter Michel ist es, der da freit. 

Vetter Michel war gestern abend hier, 

gestern abend war er da.

## Wirkungsgeschichte
Verschiedene Komponisten haben sich mit dem Lied musikalisch auseinandergesetzt, z. B. Georg Schumann mit seinen Orchestervariationen über Vetter Michel op. 74.
Johann Wolfgang von Goethe nimmt in seinem Gedicht Musen und Grazien in der Mark Bezug auf das Lied, Clemens Brentano in Der Musikanten schwere Weinzunge.